# Großsteingräber bei Burgstall
Die Großsteingräber bei Burgstall waren drei mögliche megalithische jungsteinzeitliche Grabanlagen bei Burgstall im Landkreis Börde, Sachsen-Anhalt. Alle wurden wohl spätestens im 19. Jahrhundert zerstört. Beschreibungen zu den Anlagen liegen nicht vor, ihre mögliche Existenz ist nur durch die Bezeichnungen „Hühner-Berge“, „hohe Stein“ und „der Teufelskeller“ auf einem historischen Messtischblatt belegt.